# Andy Warhol (film 1965)
Andy Warhol è un cortometraggio del 1965 diretto da Marie Menken e basato sulla vita del pittore statunitense Andy Warhol.